# Loiano
Loiano (emilián nyelven Lujàn) település Olaszországban, Emilia-Romagna régióban, Bologna megyében. Lakosainak száma 4416 fő (2023. január 1.). Loiano Monghidoro, Monzuno, Pianoro és Monterenzio községekkel határos.

## Népesség
A település lakossága az elmúlt években az alábbi módon változott:
| Lakosok száma | 4315 | 4288 | 4416 |
|               | 2017 | 2018 | 2023 |